# Super Meat Boy

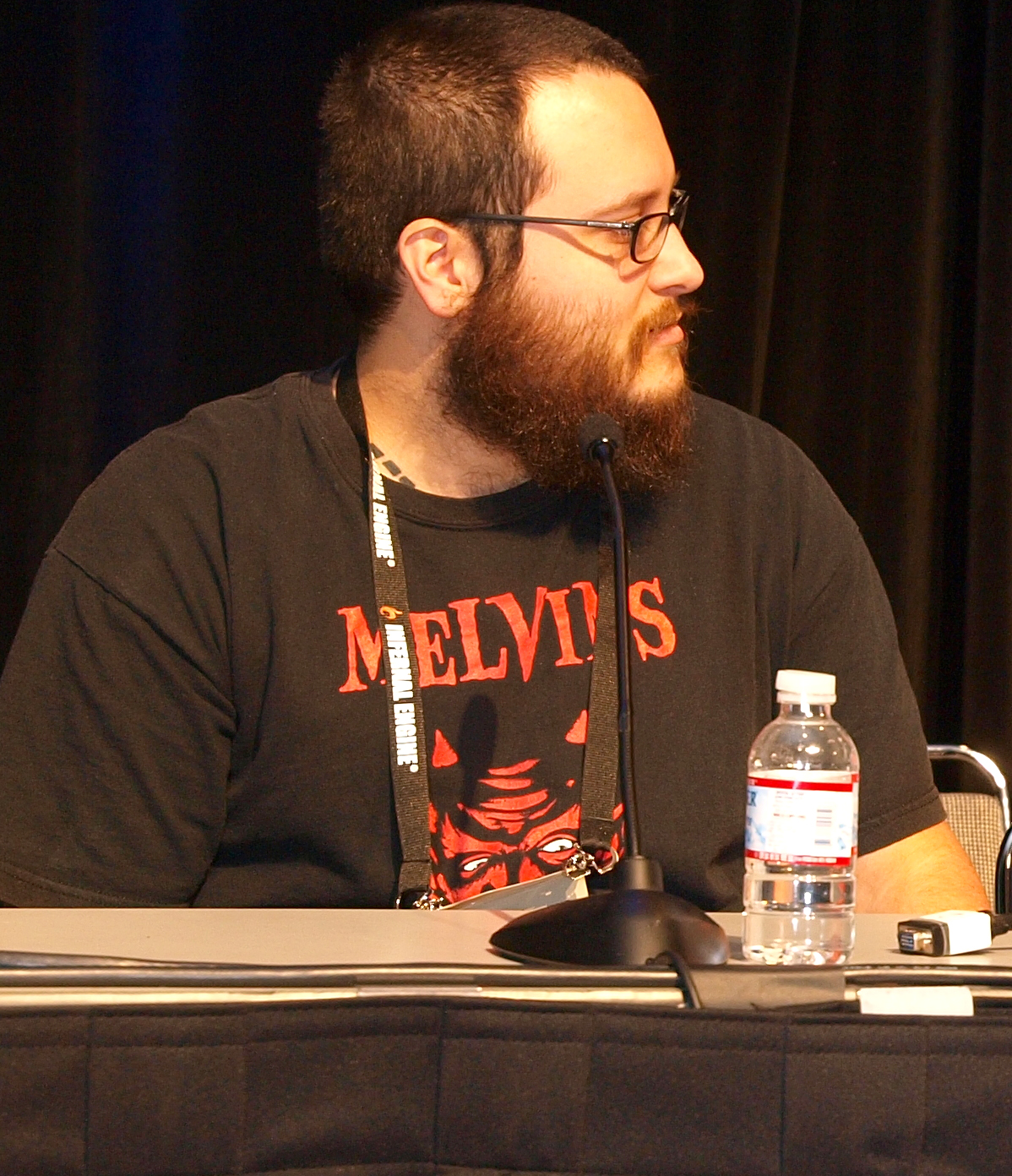
Edmund McMillen - Game Developers Conference 2010

Super Meat Boy – gra platformowa stworzona i wydana przez Team Meat. Jest bezpośrednim następcą, stworzonej w technologii Flash gry Meat Boy (Meat Boy została stworzone przez Edmunda McMillena i Jonathana McEntee i została udostępniona na stronie internetowej Newgrounds w listopadzie 2008). Super Meat Boy został wydany w Xbox Live Arcade 20 listopada 2010 i na Windowsy 1 grudnia 2010. Rok później, kolejno w listopadzie i grudniu 2011 zostały wydane wersje na systemy macOS i Linux (ta druga jako część Humble Indie Bundle 4). W planach była również wersja na konsolę Wii, lecz została anulowana. W październiku 2015 został wydany port na PlayStation 4 i PlayStation Vita, w maju 2016 na Wii U, a w styczniu 2018 na Nintendo Switch.
Mechanika rozgrywki mieści się w standardzie gier platformowych, opiera się na sterowaniu postacią nazwaną Meat Boy i unikaniu przeszkód; od pozostałych gier tego typu odróżnia ją przede wszystkim bardzo dokładna kontrola nad postacią, co umożliwiło twórcom gry osiągnięcie bardzo wysokiego poziomu trudności, który stał się znakiem rozpoznawczym gry i został uhonorowany nagrodą Najtrudniejszej Gry ((ang.) Most Challenging Game) 2010 roku przez serwis IGN.
Gra zyskała olbrzymie uznanie wśród krytyków. Wersja na konsolę Xbox 360 uzyskała średnią liczbę punktów 90/100 w serwisie Metacritic i 90,42% w serwisie GameRankings. Podobne oceny uzyskała wersja PC. Recenzenci szczególnie wysoko ocenili oprawę dźwiękową i graficzną, bardzo wysokie oceny uzyskała również sama mechanika gry. Niektórzy krytycy zwrócili jednak uwagę na bardzo wysoki poziom trudności gry.
Przedstawiciele firmy Team Meat, poinformowali graczy, iż Super Meat Boy z dniem 7 kwietnia 2011 roku osiągnęło 600 tysięcy sprzedanych egzemplarzy.

## Rozgrywka
W grze gracz wciela się w małego, pozbawionego skóry, sześciennego chłopca o imieniu Meat Boy, który musi uratować swą dziewczynę, Bandage Girl, z rąk złego Doktora Fetusa. Gracz musi przeprowadzić Meat Boya do końca poziomu, biegając, skacząc i korzystając z umiejętności chwilowego przyklejania się do ścian. Należy przy tym unikać pił, soli i innych niosących szybką śmierć obiektów. Sposób rozgrywki można porównać do wielu tradycyjnych platformówek takich jak Mega Man, czy Super Mario Bros, wymagających od gracza precyzyjnego sterowania. Gra zawiera około 350 poziomów podzielonych na kilka rozdziałów. Poziomy w danym rozdziale można przechodzić w dowolnej kolejności, ale aby móc walczyć z finałowym przeciwnikiem i przejść do następnego rozdziału należy ukończyć odpowiednią minimalną liczbę poziomów w danym rozdziale.
Ukończenie poziomu poniżej pewnego, z góry określonego czasu, jest nagradzane oceną A+ i dostępem do znacznie trudniejszej "ciemnej" wersji danego poziomu. Oprócz tego w niektórych poziomach można odnaleźć tajne przejścia do poziomów stylizowanych na gry z lat 80. i 90. XX wieku. Przejście niektórych z nich daje dostęp do postaci z innych gier. Kolejne postacie można również odblokować zbierając porozrzucane po poziomach bandaże. Po ukończeniu poziomu gracz ma możliwość obejrzenia i zapisania powtórki z całego poziomu, na którym wszystkie jego "wcielenia" jednocześnie przebywają poziom ginąc, aż pozostanie tylko to jedno, które ukończyło poziom.
Wersja z Xbox Live Arcade umożliwia odblokowanie trybu "Teh Internets", w którym za darmo będą udostępniane nowe poziomy (poziomy te są też dostępne w wersji na komputery osobiste w trybie devmode). Do gry dołączono również w pełni funkcjonalny edytor poziomów, z możliwością przesyłania i udostępniania zarówno poziomów i rozdziałów stworzonych przez siebie.

### Postacie
Oprócz Meat Boya gracz może się wcielić w postacie z innych gier, z których każda ma pewne właściwe sobie umiejętności. W kwietniu 2009 Team Meat ogłosiła, że pierwszą postacią, którą będzie można odblokować będzie Tim, bohater gry Braid. Kolejnym bohaterem jest Commander Video, postać z serii gier Bit.Trip i Alien Hominid. W grze znajdą się również Flywrench i Ogmo z serii gier Jumper.
Każda z postaci ma inne umiejętności, na przykład Commander Video może przez chwilę unosić się w powietrzu. Bohaterów można odblokować na dwa sposoby. Pierwszy polega na zdobyciu odpowiedniej liczby bandaży porozrzucanych w różnych poziomach, przy czym niektóre bandaże można zdobyć tylko przy użyciu odblokowanej wcześniej postaci, inne zaś wymagają przejścia ukrytych poziomów (tzw. Warp Zone). Niektóre poziomy, takie jak poziomy bossów, nie umożliwiają gry postaciami dodatkowymi.